# Institutul Karolinska
Institutul Karolinska (în suedeză Karolinska Institutet) este o universitate medicală și de cercetare în Solna, zona urbană Stockholm din Suedia. Institutul Karolinska este clasat în mod constant printre cele mai bune școli de medicină din lume, ocupând locul 6 la nivel mondial pentru medicină în 2021. Adunarea Nobel de la Institutul Karolinska acordă Premiul Nobel pentru Fiziologie sau Medicină. Adunarea este formată din cincizeci de profesori din diverse discipline medicale de la această universitate. Actualul rector al Institutului Karolinska este Ole Petter Ottersen⁠(d), care a preluat mandatul în august 2017. 
Institutul Karolinska a fost fondat în anul 1810 pe insula Kungsholmen din partea de vest a Stockholmului; campusul principal a fost mutat câteva decenii mai târziu la Solna, chiar în afara Stockholmului. Un al doilea campus a fost înființat mai recent în Flemingsberg, Huddinge, la sud de Stockholm.
Institutul Karolinska este a treia cea mai veche școală de medicină din Suedia, după Universitatea Uppsala (fondată în 1477) și Universitatea Lund (fondată în 1666). Este unul dintre cele mai mari centre de formare și cercetare din Suedia, reprezentând 30% din pregătirea medicală și mai mult de 40% din toate cercetările academice medicale și științele vieții efectuate în Suedia.